# 홍따오기
홍따오기(Scarlet ibis)는 저어새과에 속하는 따오기아과의 한 종이다. 이 새는 남아메리카 열대와 카리브해 일부 지역에 서식한다. 형태는 현존하는 다른 27종의 따오기와 비슷하지만, 다홍색이 놀라울 정도로 선명하여 눈에 띄지 않다. 이 새는 트리니다드 토바고의 두 가지 국조 중 하나이며, 투피과라니어파 이름인 과라(guará)는 브라질 해안의 여러 지방 자치 단체 이름의 일부이다.
이 중간 크기의 섭금류는 강건하고 수가 많으며 다작하는 새로 전 세계적으로 보호받고 있다. IUCN의 지위는 최소관심종이다. 그러나 홍따오기의 생물학적 분류로서의 정당성은 논란의 여지가 있다. 전통적인 린네 분류학에서는 이를 고유종으로 분류하지만, 일부 과학자들은 가까운 친척인 미국흰따오기와 함께 보다 일반적인 아메리카따오기 종의 아종으로 재분류하려는 움직임을 보이고 있다.

## 묘사

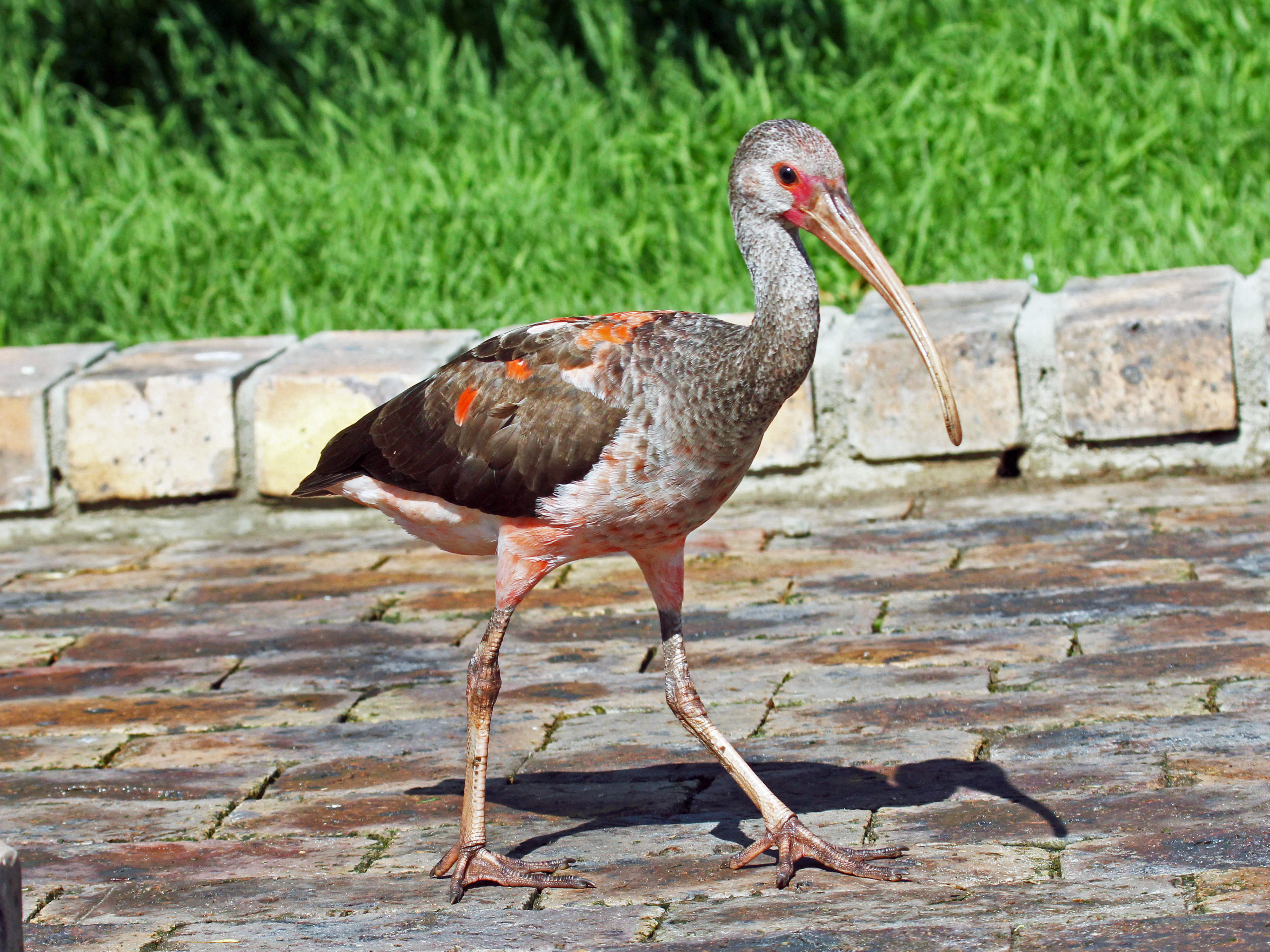
붉은 기운이 도는 나이 든 아성체 홍따오기

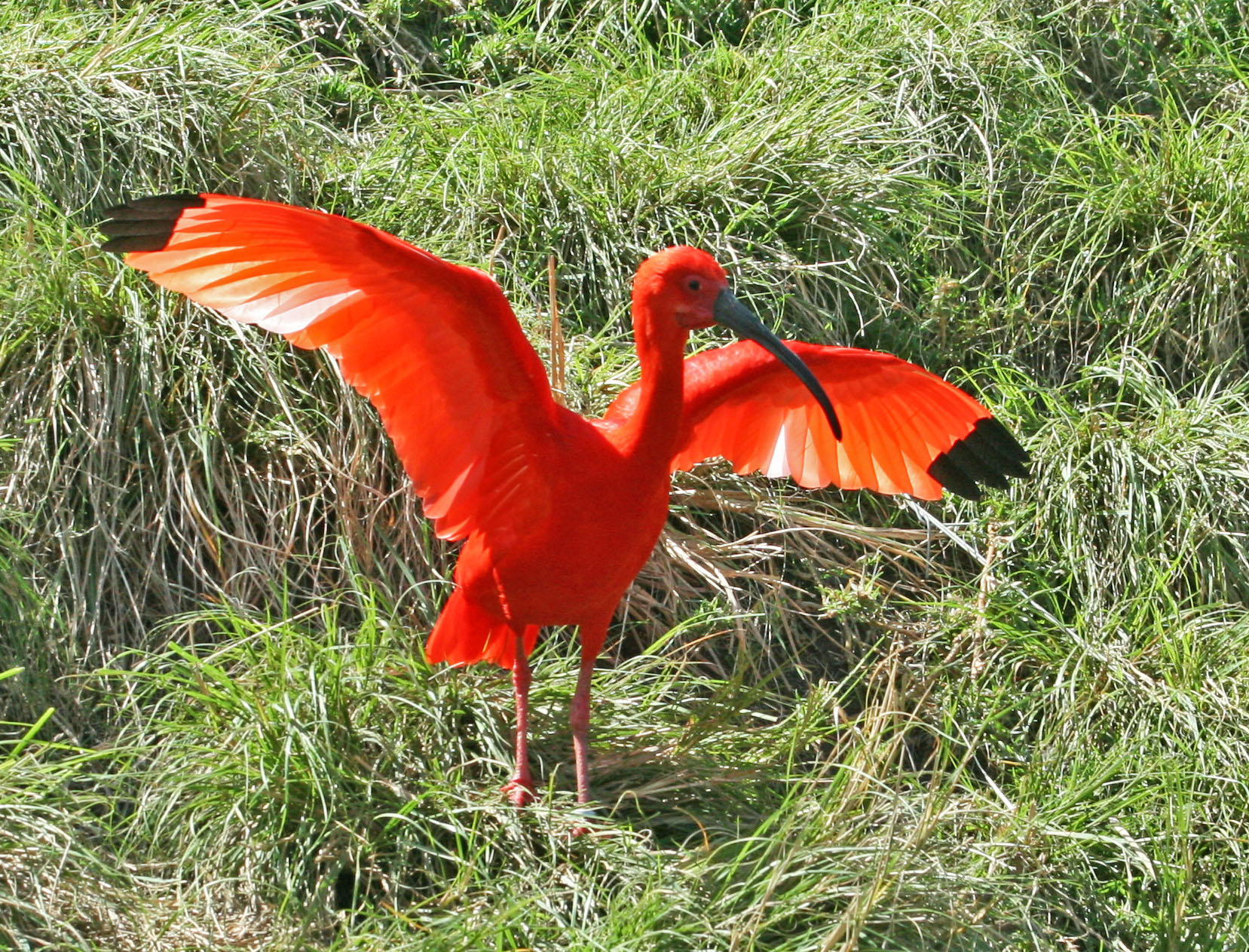
날개를 펴는 홍따오기

성체 깃털은 사실상 모두 다홍색이다. 깃털은 다양한 색조를 보일 수 있지만 날개 끝 부분만 이름과 같은 색에서 벗어난다. 작지만 신뢰할 수 있는 표시인 이 날개 끝은 풍부한 새까만 색 (또는 때로는 짙은 파란색)이며 가장 긴 다홍색에서만 발견된다. 그렇지 않으면 새들의 색은 "거의 밝은 주황색-빨간색"이다. 홍따오기는 붉은 부리와 발을 가지고 있지만, 특히 끝부분이 검을 때가 있다. 그들은 길고 좁고 구부러진 부리를 가지고 있다. 다리와 목은 길고 비행 중에 뻗어 있다.
어린 홍따오기는 회색, 갈색, 흰색의 혼합물이다. 자라면서 붉은 갑각류를 많이 섭취하면 다홍색이 생긴다. 색 변화는 어린 갑각류의 두 번째 탈피에서 시작되며, 어린 갑각류가 날기 시작할 무렵 등쪽에서 시작되어 점차 몸 전체로 퍼지며 약 2년 동안 강도가 증가한다. 홍따오기는 세계에서 유일하게 붉은 색을 띠는 섭금류이다.
성체의 길이는 55~63cm이고, 수컷은 암컷보다 약간 큰 일반적으로 무게가 약 1.4kg이다. 부리도 암컷보다 평균적으로 약 22% 더 길다. 홍따오기의 수명은 야생에서 약 16년, 포획 상태에서 약 20년이다. 성체 홍따오기의 날개 길이는 약 54cm이다. 대부분의 시간을 도보나 물속을 거닐며 보내지만, 이 새는 매우 강한 날갯짓으로 이동성이 강하고 장거리 비행이 용이하다. 이 새들은 고전적인 V자 형태로 무리처럼 움직인다.

## 분포 및 서식지

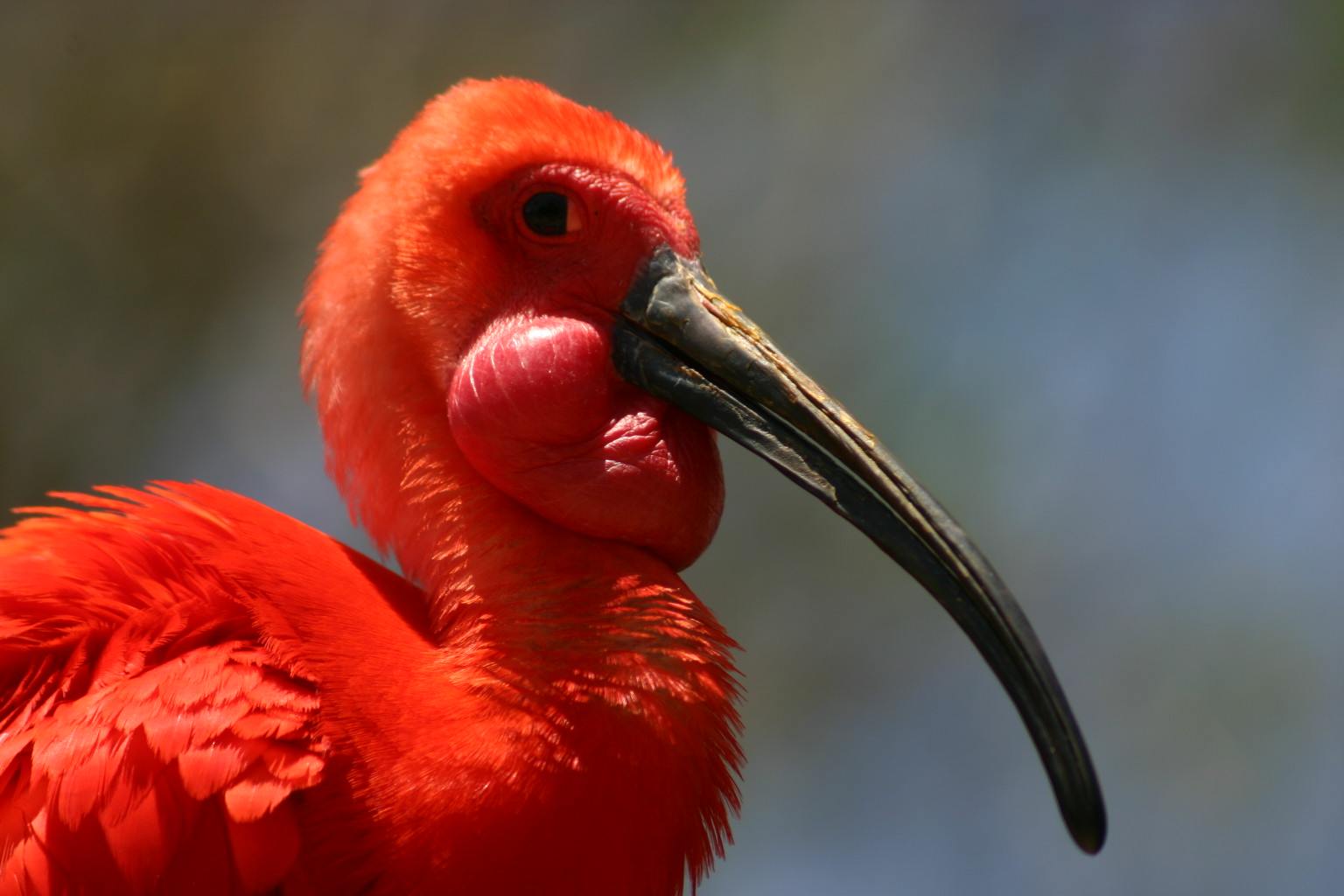
홍따오기의 머리

홍따오기의 서식 범위는 매우 넓으며, 남아메리카와 카리브해 섬들의 넓은 지역에 서식한다. 브라질, 콜롬비아, 프랑스령 기아나, 가이아나, 수리남, 베네수엘라뿐만 아니라 네덜란드령 안틸레스 제도, 트리니다드 토바고 섬에도 토종 무리가 존재한다. 무리들은 습지와 갯벌, 해안선, 열대 우림을 포함한 기타 습지 서식지에 모여든다. 외곽 식민지는 이스피리투산투주, 리우데자네이루주, 상파울루주 해안 지역 (예: 바이사다산티스타 지구의 산투스-쿠바탕 맹그로브), 파라나주, 산타카타리나주에서 발견되었다. 최근에는 조인빌리 해안 지역과 상프란시스쿠두술 섬에서도 남쪽으로 새 무리를 볼 수 있다.
가장 높은 농도는 베네수엘라 서부와 콜롬비아 동부의 야노스 지역에서 발견된다. 야노스의 비옥하고 외딴 열대 초원 평야는 인간의 침입으로부터 멀리 떨어진 안전한 피난처를 제공한다. 홍따오기는 민얼굴따오기와 함께 이 지역에서 놀라울 정도로 많이 번식하고 눈에 띈다.
홍따오기는 길잃음으로 벨리즈, 에콰도르, 파나마, 아루바, 쿠바, 도미니카 공화국, 그레나다, 자메이카에서 발견되었으며, 심지어 미국에서도 목격된 바 있다. 이 종은 19세기 또는 그 이전의 《북미의 새》에서 미국 걸프 연안의 자연 부랑자였을 가능성이 크다. 존 제임스 오듀본은 루이지애나주에서 만난 세 마리의 홍따오기 표본에 대해 짧은 발언을 했다. 그러나 북아메리카에서 이 종의 거의 모든 현대적인 현상은 도입되거나 새를 탈출한 사례이다. 1962년의 한 주목할 만한 예로, 홍따오기 알을 플로리다주의 그레이놀즈 공원에 있는 흰따오기 둥지에 넣었고, 그 결과 개체군은 쉽게 교잡하여 여전히 가끔 볼 수 있는 "분홍따오기"를 생산했다.

## 행동

### 번식
짝을 이룬 홍따오기들은 대개 단순한 방식으로 둥지를 짓는다. 이들의 둥지는 흔히 "느슨하게 쌓은 나뭇가지 플랫폼"으로, "꾸밈없다"고 묘사될 정도의 조잡한 구조를 가지고 있다. 이들은 나뭇잎이 무성한 덤불 속에서 휴식을 취하는 것을 좋아하며, 주로 물가 근처의 어린 맹그로브와 같이 편리한 은신처를 선호한다. 홍따오기는 습지와 같은 젖고 진흙투성이의 환경을 좋아하지만, 안전을 위해 보통 수면보다 높은 나무 위에 둥지를 튼다. 가능하다면 포식자로부터 알과 새끼를 보호할 수 있는 섬에 둥지를 트는 경향이 있다.
암컷을 유인하기 위해 수컷은 "예식, 흔들기, 부리 터짐, 머리 문지르기, 고공 비행"과 같은 다양한 교미 의식을 수행한다. 대부분의 새와 마찬가지로 교미는 결합이나 삽입을 포함하지 않으며, 대신 배설강 입구 사이의 외부 접촉 중에 정액의 이동이 일어난다. 임신 기간 5~6일이 지나면 암컷은 매끄럽고 매트한 3~5개의 알을 낳으며, 보통 19~23일 동안 부화한다. 성공적인 구애 후에도 짝은 충실하고 동거적인 상태를 유지하며 어린 개체에 대한 부모의 책임을 공유한다.
브라질 남동부 지역에서는 홍따오기들이 9월 중순경 집단을 이루어 모이며, 11월 초에 둥지를 짓기 시작한다. 번식지는 군집 내에서 동시적으로 산란이 이루어지며, 암컷들은 보통 11월 초, 12월 말, 1월 말의 세 시기에 걸쳐 세 차례에 나누어 알을 낳는다.

### 사회적 행동
홍따오기는 사교적이고 무리를 이루는 성향이 강한 조류로, 먹이를 찾거나 새끼를 보호하는 데 있어서도 공동체적인 행동을 보인다. 일반적으로 30마리 이상이 떼를 지어 생활하며, 개체 간 거리가 가까우며 번식 쌍들도 한 나무에 서로 가까이 둥지를 튼다.
위협으로부터 자신을 보호하기 위해 수천 마리에 이르는 대형 집단 번식지를 이루기도 하며, 먹이 활동이나 비행 시에는 다른 종들과 혼성 무리를 이루는 경우도 많다. 이때 함께하는 조류로는 황새, 저어새, 백로, 왜가리, 오리 등이 일반적으로 포함된다.